# 稲垣良典
稲垣 良典（いながき りょうすけ、1928年〈昭和3年〉11月27日 - 2022年〈令和4年〉1月15日）は、日本の中世哲学研究者、法哲学研究者。九州大学名誉教授。トマス・アクィナスの『神学大全』の訳者の一員で、中世スコラ哲学研究の第一人者。関連著書を多数刊行している。

## 経歴
出生から修学期
1928年、佐賀県で生まれた。戦後の1951年、東京大学文学部を卒業。アメリカ・カトリック大学大学院哲学研究科（CUA、Ph.D）に留学し、1955年に修了。
哲学研究者として
帰国後、南山大学、九州大学教授に就いた。1982年、学位論文『習慣の哲学』を東京大学に提出して文学博士号を取得。九州大学退任後は、福岡女学院大学、長崎純心大学教授に就いた。また、長崎純心大学ではキリスト教文化研究所所長（後に同研究所顧問）も務めた。
2022年1月15日、胃がんのため死去。93歳没。

## 受賞
- 2013年：『神学大全』の翻訳で毎日出版文化賞（企画部門）を受賞[1]。
- 2015年：『トマス・アクィナスの神学』『トマス・アクィナス　『存在』の形而上学』で第27回和辻哲郎文化賞受賞[1]。

## 業績
中世スコラ哲学研究の第一人者。エティエンヌ・ジルソン、ジャック・マリタンのトマス研究に大いに影響を受けたと述べている。

## 著作
- 『トマス・アクィナスの共通善思想：人格と社会』有斐閣 1961
- 『トマス・アクィナス哲学の研究』創文社 1970、新版 1990、2000
- 『現代カトリシズムの思想』岩波書店：岩波新書 青版 1971、再版 1977、新版 2017
- 『法的正義の理論』(基礎法学叢書 3) 成文堂 1972
- 『平和の哲学』第三文明社(レグルス文庫) 1973
- 『信仰と理性』第三文明社(レグルス文庫) 1979
- 『トマス・アクィナス』(人類の知的遺産 20) 講談社 1979
  - 改訂版『トマス・アクィナス』講談社学術文庫 1999
- 『トマス・アクィナス』勁草書房(思想学説全書) 1979、新版 1996
- 『聖書のなかの人間』あかし書房 1981
- 『習慣の哲学』創文社 1981
- 『恵みの時』創文社 1988
- 『抽象と直観：中世後期認識理論の研究』創文社 1990
- 『トマス＝アクィナス：人と思想』清水書院 1992[3]、新装版 2016
- 『天使論序説』講談社学術文庫 1996
- 『トマス・アクィナス倫理学の研究』(長崎純心大学学術叢書 1)九州大学出版会 1997
- 『神学的言語の研究』創文社 2000
- 『問題としての神：経験・存在・神』創文社(長崎純心レクチャーズ) 2002
- 『人間文化基礎論』(長崎純心大学学術叢書 6) 九州大学出版会 2003
- 『講義・経験主義と経験』知泉書館 2008
- 『トマス・アクィナス「神学大全」』講談社選書メチエ 2009／講談社学術文庫 2019
- 『人格《ペルソナ》の哲学』創文社 2009／講談社学術文庫 2022
- 『トマス・アクィナスの神学』創文社 2013
- 『トマス・アクィナス「存在」の形而上学』春秋社 2013
- 『トマス・アクィナスの知恵』知泉書館 2015
- 『カトリック入門　日本文化からのアプローチ』筑摩書房：ちくま新書 2016
- 『神とは何か　哲学としてのキリスト教』講談社現代新書 2019

### 訳書
トマス関連
- トマス・アクィナス『神學大全』(全45巻・全39冊) 創文社 1977-2012[4]
  - 改訂新版：講談社「創文社オンデマンド叢書」[5]（2022年より）

第Ⅱ・Ⅲ部の20冊分を担当。1960年に第1巻が刊行開始、約半世紀かけ完結した。
- 『精選 神学大全』[6]-『1 徳論』、『2 法論』、山本芳久編・解説、岩波文庫 2023-2024
- トマス・アクィナス『在るものと本質について：ラテン語対訳版』知泉書館 2012
- トマス・アクィナス『法について』有斐閣 1958
- フレデリック・コプルストン（英語版）『トマス・アクィナス』(ソフィア双書 10) 未來社 1962
  - 新版 上智大学出版部 1968、再版1975
- R・E・ブレナン（英語版）『人間の研究：トマス的心理学入門』ヴェリタス書院 1962
- フェルナンド・ファン・ステンベルゲン（フランス語版）『トマス哲学入門』山内清海共訳、白水社：文庫クセジュ 1990、新版 2004

上記以外
- エチエンヌ・ドリオトン（英語版）『古代オリエントの宗教』「カトリック全書 14」ドン・ボスコ社 1959
- レジス・ジョリヴェー『哲学者と知者の神』「カトリック全書 15」ドン・ボスコ社 1960
- ジャック・マリタン『人間と国家』久保正幡共訳、創文社 1962
- ヨゼフ・ピーパー（英語版）『哲学するとはどういうことか』エンデルレ書店 1962
- ヨゼフ・ピーパー『愛について』エンデルレ書店 1974、再版 1981
- ヨゼフ・ピーパー『余暇と祝祭』講談社学術文庫 1988
  - 改題新編『余暇と祝祭：文化の基礎』土居健郎・松田義幸共編、知泉書館 2021
- L.L.フラー『法と道徳』有斐閣 1968
- J・M・エスタライヒャー（英語版）『崩れゆく壁：キリストを発見した7人のユダヤの哲学者』著、春秋社 1969
- 『新約聖書の基礎知識』ウォルター・M・アボットほか著、別宮貞徳共訳、春秋社 1973
- 『旧約聖書の基礎知識』ウオルター・M・アボットほか著、春秋社 1976
- カール・ラーナー『人間の未来と神学』中央出版社(中央新書) 1975
- ヨゼフ・ライネルス『中世初期の普遍問題』創文社 1983
- ピエール・リシェ『聖ベルナール小伝』秋山知子共訳、創文社 1994
- アレキシス・カレル『ルルドへの旅』エンデルレ書店 1984
- モーティマー・アドラー『天使とわれら』講談社学術文庫 1997

#### 編著ほか
- 『季刊哲学 11号 オッカム』哲学書房 1990
- 岩下壮一『カトリックの信仰』校訂・解説、講談社学術文庫 1994
  - 改訂新版 ちくま学芸文庫 2015 - 電子書籍刊
- 『現代社会と正義 国際シンポジウム』アンセルモ・マタイス共編、明石書店 1987
- 『人間の探究』久保田勉共編、名古屋大学出版会 1988
- 『現代の思想と人間』久保田勉共編、名古屋大学出版会 1995
- 『教養の源泉をたずねて 古典との対話』創文社 2000
- 『中世の社会思想　中世研究第10号』上智大学中世思想研究所編、創文社 1996
- 『地球化時代のキリスト教』聖心女子大学キリスト教文化研究所編、春秋社 1998
- 『世界遺産への道標：事例研究・芸術都市フィレンツェの経営政策』創文社 2017

記念論集
- 『中世における知と超越 思索の原点をたずねて：稲垣良典教授の退官を記念して』創文社、1992年

## 資料
- 「稲垣良典先生略年譜・主要業績一覧」『中世思想研究』64, 2022年, 17-25頁.